# Великояблунецька сільська рада
Великояблунецька сільська рада (до 1946 року — Яблунецька сільська рада) — колишня адміністративно-територіальна одиниця та орган місцевого самоврядування у Барашівському і Ємільчинському районах Коростенської і Волинської округ Київської і Житомирської областей УРСР з адміністративним центром у с. Великий Яблунець.

## Населені пункти
Сільській раді підпорядковувались населені пункти:
- с. Великий Яблунець
- с. Вірівка
- с. Малий Яблунець
- с. Непізнаничі
- с. Старі Непізнаничі

## Населення
Кількість населення ради, станом на 1923 рік, становила 1 543 особи, кількість дворів — 276.
Відповідно до результатів перепису населення СРСР, кількість населення ради, станом на 12 січня 1989 року, становила 1 599 осіб.
Станом на 5 грудня 2001 року, відповідно до перепису населення України, кількість мешканців сільської ради становила 1 303 особи.

## Склад ради
Рада складалася з 16 депутатів та голови.

## Керівний склад сільської ради
| ПІБ                         | Основні відомості                                                 | Дата обрання | Дата звільнення |
| --------------------------- | ----------------------------------------------------------------- | ------------ | --------------- |
| Расенчук Микола Миколайович | Сільський голова, 1964 року народження, освіта, безпартійний      | 26.03.2006   | 31.10.2010      |
| Расенчук Микола Миколайович | Сільський голова, 1964 року народження, освіта вища, безпартійний | 31.10.2010   |                 |

Примітка: таблиця складена за даними джерела

## Історія
Створена 1923 року, як Яблунецька, в с. Яблунець Барашівської волості Коростенського повіту Волинської губернії. Станом на 17 грудня 1926 року на обліку перебувають селища сільськогосподарської колонії Яблунець та залізничної станції Яблунець. У 1946 році перейменована у Великояблунецьку через перейменування центру ради на Великий Яблунець.
Станом на 1 вересня 1946 року входила до складу Барашівського району Житомирської області, на обліку в раді перебували с. Великий Яблунець та сел. залізничної станції Яблунець.
11 серпня 1954 року приєднано с. Малий Яблунець ліквідованої Малояблунецької сільської ради Барашівського району.
Станом на 1 січня 1972 року сільрада входила до складу Ємільчинського району Житомирської області, на обліку в раді перебували села Великий Яблунець та Малий Яблунець.
12 серпня 1974 року до складу ради увійшли села Вірівка, Непізнаничі та Старі Непізнаничі Андрієвицької сільської ради Ємільчинського району.
Припинила існування 14 листопада 2017 року через об'єднання до складу Ємільчинської селищної територіальної громади Ємільчинського району Житомирської області.
Входила до складу Барашівського (7.03.1923 р.) та Ємільчинського (30.12.1962 р.) районів.